# Up Around the Bend
Up Around the Bend är en låt av den amerikanska rockgruppen Creedence Clearwater Revival och är skriven av bandets sångare och gitarrist John Fogerty. Den släpptes som singel med Run Through the Jungle i april 1970 och på albumet Cosmo's Factory som släpptes den 25 juli 1970. Låten inleds med ett livligt gitarriff som spelas av John Fogerty. Texten är en inbjudan till lyssnaren om att komma och vara med vid "kurvan vid motorvägen" där en stor fest med musik skall hållas.
Låten nådde plats nummer 4 på Billboard Hot 100 och plats nummer 3 i Storbritannien och under våren 1970 sålde singeln guld med över en miljon exemplar.
Låten har varit med i filmerna Michael (1996), Remember the Titans (2000), Invincible (2006), och Bluffen (2006).
Hanoi Rocks har gjort en cover på låten.

## Listplaceringar
| Lista (1970)   | Topplacering          |
| -------------- | --------------------- |
| Australien     | 1                     |
| Danmark        | 1 ("Pladetoppen")     |
| Finland        | 8                     |
| Flandern       | 2                     |
| Frankrike      | 23                    |
| Irland         | 3                     |
| Kanada         | 1 (RPM)               |
| Nederländerna  | 1                     |
| Norge          | 2 (VG-lista)          |
| Nya Zeeland    | 4 (NZ Listner)        |
| Schweiz        | 6                     |
| Spanien        | 14                    |
| Storbritannien | 3                     |
| Sverige        | 3 (Kvällstoppen)      |
| Sverige        | 2 (Tio i topp)        |
| USA            | 4 (Billboard Hot 100) |
| Vallonien      | 4                     |
| Västtyskland   | 3                     |
| Österrike      | 3                     |